# Iñigo Vicente
Iñigo Vicente Elorduy (Derio, 6 gennaio 1998) è un calciatore spagnolo, attaccante del Racing Santander.

## Carriera
Cresciuto nel settore giovanile dell'Athletic Bilbao, inizia la propria carriera con Baskonia e Bilbao Athletic con cui gioca in Tercera División ed in Segunda División B.
Nel 2019 viene prestato al Mirandés con cui fa il suo esordio fra i professionisti il 17 agosto in occasione del match di Segunda División pareggiato 2-2 contro il Rayo Vallecano.
Al termine della stagione fa ritorno al club biancorosso, con cui debutta il 1º ottobre nel match casalingo perso 1-0 contro il Cadice. Poco utilizzato, colleziona solamente 3 presenze ed al termine della stagione fa ritorno in prestito al Mirandés.

## Statistiche
Statistiche aggiornate al 13 novembre 2021.

### Presenze e reti nei club
| Stagione        | Squadra         | Campionato      | Campionato | Campionato | Coppe nazionali | Coppe nazionali | Coppe nazionali | Coppe continentali | Coppe continentali | Coppe continentali | Altre coppe | Altre coppe | Altre coppe | Totale | Totale | Totale |
| Stagione        | Squadra         | Comp            | Pres       | Reti       | Comp            | Pres            | Reti            | Comp               | Pres               | Reti               | Comp        | Pres        | Reti        | Pres   | Reti   |        |
| --------------- | --------------- | --------------- | ---------- | ---------- | --------------- | --------------- | --------------- | ------------------ | ------------------ | ------------------ | ----------- | ----------- | ----------- | ------ | ------ | ------ |
| 2015-2016       | Baskonia        | TD              | 2          | 0          |                 | -               | -               |                    | -                  | -                  |             | -           | -           | 2      | 0      |        |
| 2016-2017       | Baskonia        | TD              | 29         | 14         |                 | -               | -               |                    | -                  | -                  |             | -           | -           | 29     | 14     |        |
| 2016-2017       | Bilbao Athletic | SDB             | 2          | 0          |                 | -               | -               |                    | -                  | -                  |             | -           | -           | 2      | 0      |        |
| 2017-2018       | Bilbao Athletic | SDB             | 32         | 10         |                 | -               | -               |                    | -                  | -                  |             | -           | -           | 32     | 10     |        |
| 2018-2019       | Bilbao Athletic | SDB             | 34         | 10         |                 | -               | -               |                    | -                  | -                  |             | -           | -           | 34     | 10     |        |
| 2019-2020       | Mirandés        | SD              | 32         | 3          | CR              | 4               | 2               |                    | -                  | -                  |             | -           | -           | 36     | 5      |        |
| 2020-2021       | Athletic Bilbao | PD              | 3          | 0          | CR              | 0               | 0               |                    | -                  | -                  |             | -           | -           | 3      | 0      |        |
| 2021-2022       | Mirandés        | SD              | 15         | 5          | CR              | 0               | 0               |                    | -                  | -                  |             | -           | -           | 15     | 5      |        |
| Totale carriera | Totale carriera | Totale carriera | 149        | 42         |                 | 4               | 2               |                    | -                  | -                  |             | -           | -           | 153    | 44     |        |